# Sofía Ímber

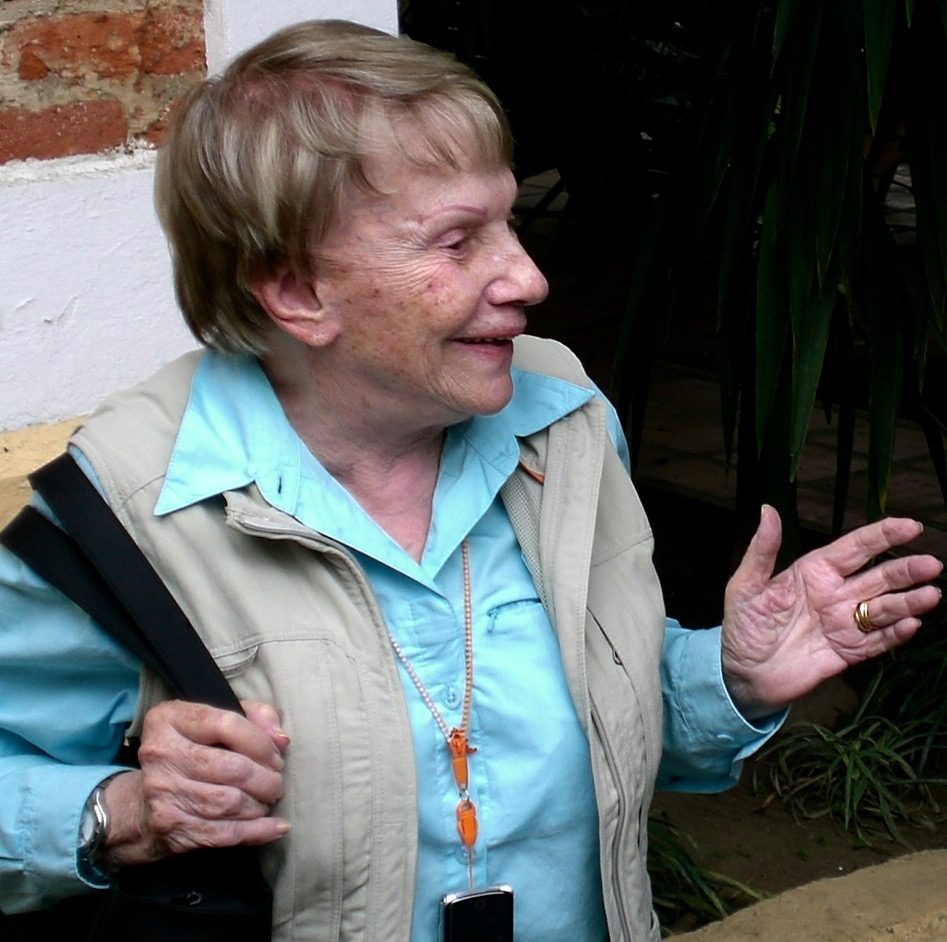
Sofía Ímber (2008)

Sofía Ímber Barú (* 8. Mai 1924 in Soroca, Königreich Rumänien; † 20. Februar 2017 in Caracas) war eine venezolanische Journalistin, Philanthropin und Kunstförderin rumänischer Abstammung. 

## Biografie
Ímber kam 1924 in Soroca, einer Stadt im heutigen Moldau, als Kind des Naum Ímbers und der Ana Barú, in einer jüdischen Familie, zur Welt. 
Mit sechs Jahren wanderte ihre Familie 1930 nach Venezuela aus. Sie studierte an der Universidad de los Andes. Sie war Gründerin des Museo de Arte Contemporáneo de Caracas. Sie förderte die Gesangskarriere von Soledad Bravo.
Ihre Schwester, Lya Imber, war die erste Frau in Venezuela, die einen Abschluss in Medizin erhielt.
Sofía heiratete 1944 den Schriftsteller Guillermo Meneses. Später heiratete sie den Diplomaten Carlos Rangel.
Ímber hatte vier Kinder: Sara, Adriana, Daniela und Pedro Guillermo.
Sie verstarb im Alter von 92 Jahren in Caracas an einer Herzinsuffizienz.